# Maarra ostroma
Maarra ostroma az első keresztes hadjárat keretében 1098 novembere–decembere folyamán, a keresztesek és Maarrat an-Numán védői között vívott összecsapás a város feletti uralomért. A Bohemund tarantói herceg és IV. Rajmund toulouse-i gróf vezette keresztesek kétheti ostrom után bevették Maarrát, muszlim lakosságát lemészárolták. Az ostromot a vérontás mellett a keresztesek kannibalizmusa tette hírhedtté.

## Előzmények
Az első keresztes hadjárat során a keresztesek 1098. június 3-án bevették Antiochiát; ám ezután a Jeruzsálem elfoglalását célzó támadás megindítása egyre késlekedett. A keresztesek zsákmány reményében portyákat szerveztek a környező vidékekre; a legnagyobb szabású ezek közül a IV. Rajmund toulouse-i gróf seregében szolgáló Pilet Rajmund frank lovag nevéhez fűződik. Miután július 20-án elfoglalta Tell Mannaszt, július 27-én főként helyi keresztényekből verbuvált egységével a névlegesen Ridván aleppói szultán fennhatósága alatt álló Maarrat an-Numán városa ellen vonult. Pilet Rajmund alábecsülte a Maarra meghódításához szükséges erőforrásokat: a település mintegy félnapnyi menetelésre volt Tell Mannasztól, de a keresztesek a rekkenő hőség dacára sem vittek magukkal elegendő ivóvizet, ráadásul Maarra alá érve a vártnál jóval nagyobb ellenséges haderővel találták szembe magukat. Az aleppói sereg elüldözte a portyázókat Maarra alól, illetve sokukat megölték.
Ezenközben a hadjárat fő vezetői közül Bohemund tarantói herceg és IV. Rajmund toulouse-i gróf mindketten igényt tartottak Antiochiára, és ez ellentétet szült közöttük. A november eleji haditanácson megállapodásra ugyan nem jutottak, de elhatározták Maarra erődjének megtámadását. A Hamá és Aleppó között, az ősi római út mentén fekvő város nem volt kiemelkedő jelentőségű, ostroma ugyanakkor nemcsak a tétlenül várakozó csapatok lekötésére szolgált, hanem elfoglalása esetén garantálhatta a közelgő palesztinai hadjáratban a keresztes had balszárnyának biztonságát.

## Az ostrom
Rajmund toulouse-i és II. Róbert flamand gróf november 23-án keltek útra Rugia és Albara felé; Maarrába négy nappal később érkeztek meg. A vetélytársa sikerét félő Bohemund tarantói herceg nem sokkal később követte őket. A november 28-án reggel intézett első roham a település ellen eredménytelenül végződött, és délután a tarantói herceg csapatai szintúgy nem jártak szerencsével. Ezután a keresztesek körülzárták a várost, és szabályos ostrom megkezdéséről döntöttek.
Fennsíkon épülvén Maarra híján volt a természetes védelemnek, de az egész települést erős fal és száraz várárok vette körbe. Hogy átmászhassanak a falon, a támadók az árok egyes szakaszainak feltöltésébe fogtak; ezzel párhuzamosan pedig a fal meggyengítésével, aláásásával is próbálkoztak, miközben a védők kövekkel, lándzsákkal, tűzzel, sőt méhkasokkal is hajigálták őket. Az ostromlók két héten keresztül semmilyen eredményt nem tudtak felmutatni; élelmiszerkészletük szűkössége miatt különítmények fésülték át a vidéket gabona és zöldségfélék után. A környéken felkutatott faanyagból tíz nap alatt ostromgépet építettek Rajmund toulouse-i gróf tervei alapján; s miután egy Péter Bertalan nevű látnok sikert jövendölt, december 11-én a fából ácsolt, kerekeken guruló ostromtornyot odatolták az erőd egyik bástyájához V. Vilmos montpellier-i úr vezénylete alatt.

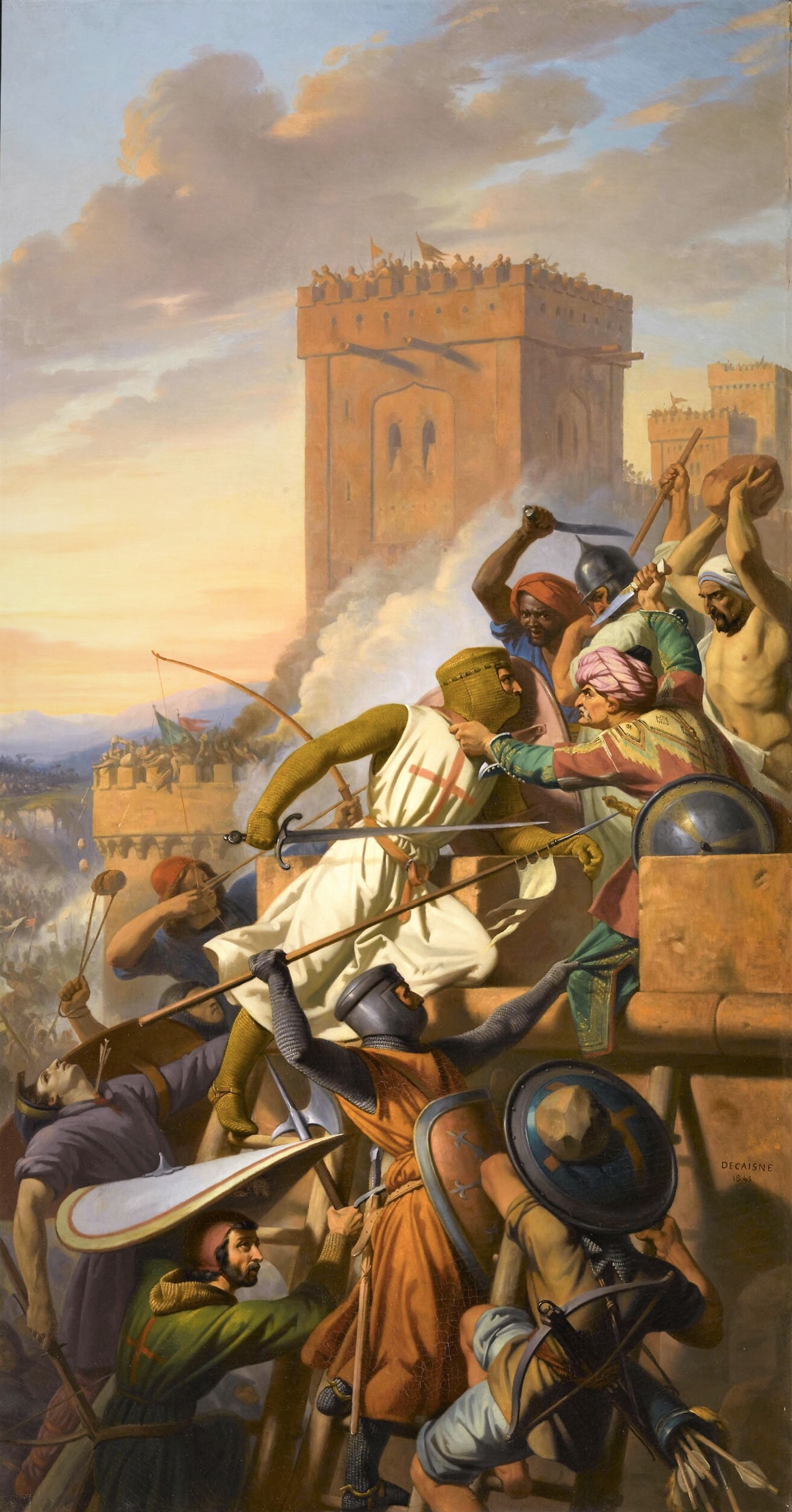
Maarra bevétele (Henri Decaisne, 1843)

A keresztesek nemcsak az ostromtoronyról támadtak, hanem a falhoz támasztott létrákkal is próbálkoztak; Gulpher de Lastours aquitaniai lovag jutott fel elsőként így a fal tetejére. A rohamot a védők visszaverték, de a torony óvásában a keresztesek alá tudták ásni a várfal egy részét. Csakhamar a fal ledőlt, a hasadékon keresztes közkatonák hatoltak be az erődbe, s fosztogatásba kezdtek. Bohemund tarantói herceg kihirdette, hogy ha a város megadja magát, a főkapu melletti csarnokban oltalmat keresők életét megkímélik. Az est beálltával a keresztes fejedelmek a harcok szüneteltetéséről határoztak, ezért lovagjaik a menekülést megakadályozandó szoros láncot fontak a város köré; a szegényebb keresztesek azonban az éj leple alatt tovább fosztogattak. A városlakók egy része megerősítette házát, míg mások éltek az ostromlók ajánlatával. Amikor a keresztesek reggeli rohamukkal betörtek a városba, mindenkit lemészároltak, gyújtogattak és raboltak. A Bohemund herceg ígérte védelmet elfogadóktól elvették ékszereiket és aranyukat, majd a férfiakat kardélre hányták, a nőket és gyermekeket eladták rabszolgának. A lakosok közül néhányan a város alatti barlangokba menekültek, őket kifüstölték. Ibn al-Aszír arab történetíró szavaival „[h]árom teljes napon át hányják kardélre az embereket, több mint százezer embert öldösnek le, és sok-sok foglyot ejtenek.”

## Utózönge
Az ostrom idejére Rajmund gróf és Bohemund herceg elásták a csatabárdot, de Maarra elfoglalásának körülményei miatt kiújultak az ellentétek: a város bevételét a délfranciák harcolták ki, a védelmét keresők elárulásával mégis a normann herceg és katonái jutottak nagyobb zsákmányhoz; a település nagyobb részét a délfranciák tartották ellenőrzésük alatt, de a védfalak- és tornyok többnyire a normannok kezén voltak. A toulouse-i gróf természetesen igényt tartott a városra és Albara püspökére szándékozott bízni azt; Bohemund herceg azzal a feltétellel lett volna csak hajlandó kivonni a településről csapatait, hogy IV. Rajmund lemond antiochiai területeiről.
A katonák mindeközben egyre türelmetlenebbül követelték a jeruzsálemi hadjáratot. Karácsony táján képviselőik azzal keresték fel a grófot, hogy amennyiben megszervezi az indulást, elismerik őt az egész keresztes hadjárat vezetőjének. IV. Rajmund ennek fényében néhány nappal később elindult Rugiába azzal, hogy hamarosan folytatják útjukat Palesztinába. Bohemund herceg erre visszatért Antiochiába, míg Maarra városa Narbonne-i Péter albarai püspök felügyelete alá került.
Hiába korábbi bejelentése a palesztinai expedícióról, IV. Rajmund az antiochiai helyzet tisztázatlansága miatt habozott továbbvonulni Jeruzsálem felé. Január 4. környékére tanácsot hívott össze Rugiába valamennyi jelentős keresztes vezér részvételével, közben Maarrában is igyekezett megszilárdítani uralmát az ottani frank helyőrség személyi állományának kiválasztásával. A tanácskozás alatt Maarrában állomásozó had közel másfél hónapon keresztül várakozott nélkülözésben; Vilmos orange-i püspök bele is halt a viszontagságokba. A katonák vezetőik cselekvésre bírására végül nekifogtak Maarra falai lerombolásának. A hírre rögtön a városba siető Rajmund toulouse-i gróf és csapatai 1099. január 13-án útra keltek Maarrából a keresztes hadjárat folytatására; a gróf a zarándokok szokása szerint mezítláb hagyta el a várost.
Maarra birtoklása lehetővé tette a keresztesek számára, hogy ellenőrizzék és megadóztassák a környék kereskedelmi útvonalait. A települést 1135-ben foglalta vissza Zangi szeldzsuk atabég.

### A maarrai kannibalizmus
A Maarra ostromát hírhedtté tevő emberevésről maguk az első keresztes hadjárat legrangosabb vezetői – Bouillon Gottfried, Daimbert jeruzsálemi pátriárka és IV. Rajmund toulouse-i gróf – tettek vallomást a pápának küldött, a hadjárat eseményeiről tudósító 1099. szeptemberi laodiceai levelükben. Eszerint „[…] tanta fames in exercitu fuit, ut corpora Saracenorum iam fetentium a populo Christiano comesta sint” [„a hadsereg olyannyira éhezett, hogy a szaracénok bűzölgő holttestei keresztény emberek által étetnek meg”].
Az első keresztes hadjárat kortárs, vagy legalábbis a 12. században keletkezett keresztény krónikái csaknem mind beszámolnak a keresztesek elkövette kannibalizmusról, és noha azt mindegyik krónika kiemeli, hogy a frankok kizárólag muszlimokat ettek, elhullott honfitársaikhoz és a többi keresztényhez nem nyúltak, a pontos részleteket illetően jelentősen eltérnek egymástól.
A Gesta Francorum, melynek szerzője ugyan ismeretlen, de az tudható róla, hogy részt vett a maarrai hadjáratban, futólag tesz említést az incidensről: „A frankok egy hónapon és négy napon át tartózkodtak a városban […]. Akadtak közülünk itt olyanok, akik szűkölködtek, részben a hosszas itt-tartózkodás, részben az éhezés gyötrelmei miatt, hiszen a falakon kívül nem találhattak semmi megszerezhetőt […], mások pedig a tetemek húsát szeletelték fel és főzték meg.” A hadjáratban szintúgy ott lévő Pierre Tudebode poitou-i történetíró Historia de Hierosolymitano itinere könyve szerint az emberevés titokban történt, és amint a keresztes vezetők tudomást szereztek róla, a holttestek elégetésével rögtön véget vetettek neki. A Gesta Francorumon alapuló és azt kiegészítő három legismertebb krónika szerzői – Guibertus de Novigento, Robertus Monachus és Baldericus Dolensis – hangot adtak szörnyülködésüknek a maarrai események tárgyalásakor. Guibertus de Novigento a Gesta Francorum mellett Foucher de Chartres krónikája és szemtanúk beszámolói alapján dolgozott. Könyvében két helyütt említette az emberevést: először megkérdőjelezte tényét és azt mondta, ha meg is történt, akkor is olyannyira titokban, hogy nem lehetünk biztosak felőle; másodjára azt írta, a szaracénok holttestét a „tafuroknak” nevezett nincstelenek vágták fel és sütötték meg, de magát az emberevést csak színlelték a róluk terjengő rémhírek táplálásának céljából. Robertus Monachus a sereget sújtó éhínséggel magyarázza az emberevést; Baldericus Dolensis elbeszélésében a tetemeket a tábortól távol, titokban fogyasztották el, de hiába derült erre fény, a keresztes vezetők a drasztikus megoldást kívánó szükséghelyzet fényében eltekintettek a büntetéstől. Az ismeretlen Monte Cassinó-i szerzetes tollából származó Historia belli sacri, mely úgyszintén a Gesta Francorum átirata, ezzel szemben azt állítja, hogy a keresztesek a nyílt utcán kereskedtek az emberhússal.
Pierre Tudebode krónikája, a Gesta Francorum és ennek feldolgozásai Maarra ostroma utánra teszik a kannibalizmust; a történeti művek másik csoportja viszont az ostrom idejére. Foucher de Chartres ott volt az első keresztes hadjáratban, bár Maarra ostromakor már I. Balduin edesszai gróf udvarában tartózkodott. Ő azt írta, az ostromlók éhségük leküzdésére kényszeredtek emberevésre; a szaracénokat nyíltan és élvezettel fogyasztották. A Szentföldről hazatérők visszaemlékezését összegyűjtő Aacheni Albert szerint is az éhínség miatt fanyalodtak az ostromlók ember- és kutyahúsra, és Rajmund toulouse-i gróf kilátástalan helyzetük láttán megújult energiával és elszántsággal indult rohamra a város ellen. Caeni Radulf, aki csak az első keresztes hadjárat után került a Szentföldre Bohemund tarantói herceg udvarába, a hadjárat résztvevőinek elbeszélései alapján állította össze a Gesta Tancredit; ebben az emberevést az ostrom idejére helyezi és részletezi, a keresztesek miként főzték meg az emberhúst fogyasztás előtt: „Maarrában a mieink üstökben főzték meg a felnőtteket, a gyermekeket pedig nyársra húzták, megsütötték és felfalták.”
Raymond d’Aguilers, aki valószínűsíthetően jelen volt Maarra bevételekor, elbeszélésében az első csoporttal egybehangzóan a város bevétele utánra helyezi a kannibalizmust, leírása annyiban mégis Foucher de Chartres-éhoz áll közel, hogy Raymond d’Aguilers szerint az emberevők olyannyira nyíltan és avidissime [a legmohóbb vággyal] tették mindezt, hogy társaik megbotránkozása mellett a zarándokok egy része elborzadásában el is hagyta a kereszteseket. Beszámolója ezzel együtt ellentmondásos: a krónikás szót ejt a szaracénok és törökök emberevés feletti rettenetén, majd sajnálkozik amiatt, hogy a frankok nem tudták ennek hatásait pszichológiai fegyverként használni; csakhogy a maarrai lakosság lemészárlása után nem maradtak szaracénok, akik a kannibalizmus szemtanúi lehettek volna.
A 12. század második felének elsődleges források alapján dolgozó, de azokat sokszor felülvizsgáló krónikásai, Türoszi Vilmos és Malmesburyi Vilmos Maarra helyett Antiochia ostromával hozzák összefüggésbe a kannibalizmust, akárcsak a Chanson d’Antioche című vitézi ének. Ezen kívül Türoszi Vilmos szerint a kannibalizmus csupán a keresztesek táborába szivárgott kémek megfélemlítésére és elrettentésére kieszelt színjáték volt Bohemund tarantói herceg részéről; és a Chanson d’Antioche is hangsúlyozza a kannibalizmusnak a városvédőkre kifejtett pszichológiai hatását.
Az arab krónikák közül egyetlen egy sem számol be a maarrai emberevésről, az arab történetírók és költők mindazonáltal vadállatokhoz hasonlították a frankokat. Az első keresztes hadjárattal kortárs Ibn al-Kalániszi ír a frankok ajánlatáról a város békés megadására és arról, miként szegték meg szavukat. Ibn al-Aszír csak a lakosok lemészárlásáról ejt szót; a legrészletesebb beszámoló a frankok pusztítását és fosztogatását hangsúlyozó 13. századi Ibn al-Adím nevéhez fűződik.
A modern korban a Lewis A. M. Sumberg festette kép terjedt el: Sumberg a Chanson d’Antioche és Guibertus de Novigento nyomán az emberevés elkövetését az úgynevezett „tafuroknak” tulajdonítja. Ezek nincstelen, a lovagok mellett kisegítő feladatokat és kétkezi munkát ellátó, fegyvert nem viselő, voltaképpen szolgastátuszú keresztesek voltak. Sumberg után több történész is egyértelműen a tafurokhoz kapcsolta a maarrai kannibalizmust.
A maarrai kannibalizmus lelki hátterének értelmezésekor Geraldine Heng amerikai történész felhívja a figyelmet arra, hogy a tizenegyedik századi Európában az éhínségeket olykor kannibalizmus kísérte; valamint hogy éppen az első keresztes hadjáratot megelőző évtizedekben kezdett megszilárdulni a tantétel, miszerint az eucharisztiában Krisztus valóságosan is jelen van. Ezzel együtt Heng szerint a középkori Európában a „kannibálság” az idegen és alsóbbrendűnek tartott személyekhez, csoportokhoz társított tulajdonság volt; és éppen emiatt a krónikák éhínséggel mentegetik, vagy borzalmas tettek elkövetőinek titulálják a maarrai kereszteseket. Jay Rubenstein amerikai történész amellett érvel, hogy a keresztesek a pszichológiai hadviselés eszközeként, tudatosan használták a kannibalizmust vagy annak látszatát az ellenség megfélemlítésére; és magára az emberevésre a „szent háború” részeként tekintettek. Rubensteinhez hasonlóan Heng is kitér arra, hogy az ellenség elfogyasztása a hatalom demonstrálására is szolgálhatott; és Thomas Asbridge brit történész is a keresztesek maarrai brutalitásáról szóló szóbeszédnek tulajdonítja, hogy az elkövetkező hónapokban néhány muszlim helyőrség inkább választotta a megalázó feltételek melletti megadást, semmint hogy csatába szálljon a frankokkal.